# Marcus Minucius Felix
Marcus Minucius Felix byl možná prvním latinsky píšícím apologetou křesťanství. Tvořil buď koncem 2. nebo začátkem 3. století.

## Život
Minuciův životopis lze rekonstruovat pouze na základě několika poznámek pozdějších autorů. Podle Jeronýma (spis De Viris Illustribus), který však pouze opakuje názor staršího Lactantia, byl Minucius významným římským právníkem ("Romae insignis causidicus"). Pocházel však prý z Afriky, kde se narodil snad v numidské metropoli Cirte. Jeho příjmení naznačuje možné spojení s vlivnou římskou rodinou Minuciů.
O chronologickém zařazení Minucia v seznamu křesťanských apologetů se dodnes vedou spory. V roce 1868 a později v roce 1889 přišel A. Ebert s předpokladem, že Minucius psal ještě před Tertullianem, aktivním na počátku 3. století. V tomto případě by byl nejstarším známým apologetou píšícím latinsky. Tento předpoklad již dnes není všeobecně přijímán. S jistotou však lze říci, že Minuciovo dílo předcházelo Cypriánovu Quod idola dei non sint, dílu, které samo čerpalo z Minucia. Pokud Minucianus Felix není nejstarším apologetou, jeho dílo spadá mezi dílo Tertulliana a Cypriána. Odhady, kdy psal, se pohybují mezi léty 150 až 270.

## Dílo
Minucius je znám jako autor dvou spisů: nedochovaného De fato (O osudu) a dochovaného Octavia, literárního dialogu mezi pohanem Caeciliem Natalisem a křesťanem Octaviem Januariem. Třetí postavou apologetického dialogu je sám Minucius, který hraje roli arbitra mezi dvěma účastníky sporu, jeho přáteli a kolegy právníky. Děj se odehrává na pobřeží Ostie a podnětem k rozhovoru je socha boha Serapida, kterou tři účastníci rozhovoru míjejí na procházce, a které Caecilius vzdává pohanský hold. Následují dvě řeči – Caeciliova obhajoba pohanství a Octaviova odpověď, v níž postupně vyvrací oponentovy argumenty. Arbitr není nakonec ve sporu vůbec nutný, protože pod tíhou argumentů sám Caecilius přiznává nesmyslnost pohanství.
Octaviův styl vychází z Ciceronových filozofických traktátů De natura deorum (O přirozenosti bohů) a De divinatione (O věštění), tj. řídí se klasickými jazykovými a formálními normami - rozdělení do šesti klasických cicerovských argumentačních částí (exordium, vyprávění, rozdělení, potvrzení, vyvrácení a závěr). Minuciovo dílo je silně poznamenáno dědictvím klasické římské literatury, a to nejen z hlediska jazyka, který nelze označit za specificky křesťanský, ale také v samotném způsobu apologie. Pokud by se v dialogu vynechaly zmínky o křesťanských naukách, jednalo by se o typický příklad polemického filosofického diskursu proti pohanství, který nebyl v Minuciově době ničím neobvyklým. Minucius nepostrádá ani určitý literární cit, a tak se v díle, které mělo definovaný praktický účel, objevují hravé poetické pasáže – obraz dětí hrajících si na mořském břehu, popisy scenérií nebo scéna, v níž se tři přátelé zdvořile loučí po skončení sporu.
To, co Minucia odlišuje od řecky píšících prvních apologetů, je důraz na logiku, racionalitu a prosté racionální uvažování. Tím se také výrazně liší od Tertulliana a jeho hrubého, emocionálně vypjatého stylu. Souvisí to s rozdílným sociálním postavením obou autorů. Zatímco Tertullinaus pochází z nižších tříd a představuje křesťanství jako revoluční útok chudých a utlačovaných, Minucius je příslušníkem římské aristokracie, která byla vychovávána v úzkém kontaktu s řecko-římským kulturním dědictvím. Minuciovo křesťanství postrádá radikalismus, který se v minulosti v Římě snažil agresivně negovat pohanské římské tradice. Naopak, s klidem nabízí jediný možný způsob, jak udržet římsko-řecký svět v době, kdy se pohanství stává absurdní relikvií: přijetí křesťanství. Zjevně se obrací na vzdělané nekřesťany.